# 妖怪手錶系列
妖怪手錶是LEVEL-5开发的任天堂3DS遊戲軟件，在2013年7月11日發布，是LEVEL-5繼《閃電十一人》和《紙箱戰機》系列后第三套跨媒體製作作品。宣傳歌曲是由King Cream Soda演唱的「妖怪碰碰之歌」與Dream5演唱的「妖怪體操第一」。
改編的漫畫由小西紀行和森千嘉子創作，先後於2013年1月和2014年1月在《快樂龍》和《Ciao》連載。是第38屆和第60屆「講談社漫畫賞」兒童部門，以及第27屆「小學館DIME品牌大賞」優閒及娛樂部門的得奬作品。
與動畫制作公司OLM共同制作的電視動畫，於2014年在東京電視台系列播出。作品中的表現手法在日本小學生間引起了不少的话题，間接帶起作品的人氣。
作品中的重要道具「妖怪徽章」於同年1月11日發售，一度成为頗受日本小學生歡迎的人氣商品。此外，片尾曲「妖怪體操第一（ようかい体操第一）」的片段在YouTube上的點点击次數已超過1億，舞蹈動作既可愛又簡單，吸引很多網民學跳，把跳舞的片段上傳到niconico動畫。
海外播出方面，香港由翡翠台在2015年5月3日开始播放，ViuTV在2021年6月21日開始播映；台灣由東森幼幼台在2015年5月9日开始播放，中華電視台在2016年1月23日开始播放，每週六下午17:00~17:30首播，每週日上午10:30~11:00重播。越南由越南电视台第二套节目于2016年4月2日至2017年5月底播放。
截至2018年，遊戲系列在全球的累計出貨量超過了1400萬份。

## 遊戲

### 故事
一位小學5年級學生天野景太在暑假中的時候偶然發現了樹下擺著一台破舊的扭蛋機，於是用硬幣扭出扭蛋之後，打開了一個神秘的扭蛋。扭蛋中飛出了一個
自稱為「妖怪執事」 的妖怪「威斯帕」。威斯帕牠必須要用「妖怪pad」查詢妖怪！從此以後，景太就可以用妖怪手錶看到身邊出現的各種不可思議的妖怪了。遇到困難的時候可以用妖怪徽章召喚妖怪朋友們呢!

### 作品
| 2013 | 妖怪手錶                       |
| 2014 | 妖怪手錶2 元祖/本家            |
| 2014 | 妖怪手錶2 真打                 |
| 2015 | 妖怪手錶Busters 赤貓團/白犬隊  |
| 2015 | 妖怪手錶噗尼噗尼               |
| 2016 | 妖怪手錶3 寿司/天妇罗          |
| 2016 | 妖怪手錶3 壽喜燒               |
| 2016 | 妖怪三國志                     |
| 2017 | 妖怪手錶for智慧型手機          |
| 2017 | 妖怪大辭典                     |
| 2017 | 妖怪手錶歡樂節奏               |
| 2018 | 妖怪手錶世界                   |
| 2019 | 妖怪手錶4 我們仰望着同一片天空 |

#### 遊戲
- 妖怪手錶/妖怪ウォッチ/Yo-kai Watch （2013年7月11日，3DS  ，2019年10月10日，Nintendo Switch）
- 妖怪手錶2 元祖/本家/妖怪ウォッチ2 元祖/本家（2014年7月10日，3DS）
- 妖怪手錶2 真打/妖怪ウォッチ2 真打/Yo-kai Watch 2 Shinuchi （2014年12月13日，3DS）
- 妖怪手錶Busters 赤貓團/白犬隊 (2015年7月11日，3DS）
- 妖怪手錶噗尼噗尼（日本2015年，臺灣、香港2016年，Android、ios）
- 妖怪手錶3 寿司/天妇罗（2016年7月16日，3DS）
- 妖怪手錶3 壽喜燒（2016年12月15日，3DS)
- 妖怪手錶4 我們仰望着同一片天空 （2019年6月20日，Nintendo Switch)
- 妖怪手錶4++ (2019年12月5日，Nintendo Switch、PlayStation 4)
- 妖怪三國志 (2016年，3DS）
- 妖怪手錶for智慧型手機（2017年，Android、iOS）
- 妖怪大辭典（2017年，Android、ios）
- 妖怪手錶歡樂節奏（2017年，Android、iOS）
- 妖怪手錶世界（2018年）

#### 劇場版動畫
首部動畫電影《電影版妖怪手錶：誕生的秘密喵！》（『妖怪ウォッチ』誕生の秘密だニャン！）於2014年12月20日上演，一開畫便做出了超過16億日圓的票房，入場人數超過148萬人的數字，打破了宮崎駿《哈爾移動城堡》保持了十年，開畫日做出超過14億日圓票房的記錄，也是東寶映畫歷史上最佳首映週末票房的電影。開畫後半個月也做出超過54億日圓；而放映1個月後所累積的票房，則已超過70億日圓。香港於2015年12月24日上映.台灣於2016年1月29日上映。
第2部動畫電影《電影版妖怪手錶：閻魔大王與五個故事喵！》（『妖怪ウォッチ』エンマ大王と５つの物語だニャン！）於2015年12月19日於日本上映，票房超過50億日圓。。香港於2016年12月22日上映,台灣於2016年12月23日聖誕.跨年歡樂首選。
第3部電影《電影版妖怪手錶：飛天鯨魚和雙重世界的大冒險喵！》（『妖怪ウォッチ』空飛ぶクジラとダブル世界の大冒険だニャン!）於2016年12月17日於日本上映。此部電影設定有二個世界，分別為「寫實」和「動畫」，「寫實」部分是由真人演出，而「動畫」世界則由動畫表現。台灣於2017年8月18日暑假歡樂首選。
第4部電影《電影版妖怪手錶：光影之卷 鬼王的復活》（『妖怪ウォッチ』シャドウサイド 鬼王の復活）于2017年12月16日在日本上映。
第5部電影《电影版 妖怪手表：永远的朋友》（『妖怪ウォッチ』FOREVER FRIENDS）于2018年12月14日在日本上映，台灣於2019年6月28日上映。
第6部電影《电影版 妖怪學園 Y貓也能成爲英雄嗎》（『映画 妖怪学園Y 猫はHEROになれるか）于2019年12月13日在日本上映。

#### 漫畫作品
漫畫版分為以景太為主角連載的《快樂快樂月刊》和以文花主角連載的小學館少女漫畫《Ciao》。
- 小西紀行《妖怪手錶》

| 卷數 | 小學館         | 小學館                 | 小學館                 | 青文出版社     | 青文出版社             | 正文社         | 正文社                 |
| 卷數 | 發售日期       | 通常版 ISBN            | 限定版 ISBN            | 發售日期       | EAN / ISBN             | 發售日期       | ISBN                   |
| ---- | -------------- | ---------------------- | ---------------------- | -------------- | ---------------------- | -------------- | ---------------------- |
| 1    | 2013年6月18日  | ISBN 978-4-09-141655-1 | 不適用                 | 2015年6月17日  | EAN 471-8016-01356-8   | 2015年8月22日  | ISBN 978-988-8297-06-1 |
| 2    | 2013年12月27日 | ISBN 978-4-09-140018-5 | ISBN 978-4-09-159169-2 | 2015年9月16日  | EAN 471-8016-01408-4   | 2015年11月11日 | ISBN 978-988-8297-08-5 |
| 3    | 2014年3月25日  | ISBN 978-4-09-141709-1 | 不適用                 | 2015年11月19日 | EAN 471-8016-01544-9   | 2016年2月18日  | ISBN 978-988-8297-32-0 |
| 4    | 2014年7月25日  | ISBN 978-4-09-141793-0 | ISBN 978-4-09-159194-4 | 2016年1月21日  | EAN 471-8016-01622-4   | 2016年7月29日  | ISBN 978-988-8297-57-3 |
| 5    | 2014年10月28日 | ISBN 978-4-09-141817-3 | 不適用                 | 2016年3月17日  | EAN 471-8016-01669-9   | 2016年12月20日 | ISBN 978-988-8297-82-5 |
| 6    | 2015年2月17日  | ISBN 978-4-09-141876-0 | 不適用                 | 2016年6月22日  | EAN 471-8016-01846-4   | 2017年12月23日 | ISBN 978-988-8297-97-9 |
| 7    | 2015年6月26日  | ISBN 978-4-09-142006-0 | 不適用                 | 2016年8月22日  | EAN 471-8016-01911-9   | 2017年12月29日 | ISBN 978-988-8298-71-6 |
| 8    | 2015年9月28日  | ISBN 978-4-09-142102-9 | ISBN 978-4-09-159216-3 | 2016年10月19日 | EAN 471-8016-02013-9   | 2018年8月10日  | ISBN 978-988-8503-08-7 |
| 9    | 2016年2月26日  | ISBN 978-4-09-142119-7 | 不適用                 | 2016年12月19日 | EAN 471-8016-02107-5   | 2019年6月5日   | ISBN 978-988-8503-56-8 |
| 10   | 2016年6月24日  | ISBN 978-4-09-142175-3 | 不適用                 | 2017年1月19日  | EAN 471-8016-02155-6   | 2019年9月25日  | ISBN 978-988-8503-57-5 |
| 11   | 2016年8月5日   | ISBN 978-4-09-142207-1 | ISBN 978-4-09-159232-3 | 2017年10月19日 | EAN 471-8016-02319-2   | 2020年8月15日  | ISBN 978-988-8503-58-2 |
| 12   | 2017年4月28日  | ISBN 978-4-09-142389-4 | 不適用                 | 2018年7月19日  | EAN 471-8016-03317-7   | 2020年9月11日  | ISBN 978-988-8503-59-9 |
| 13   | 2017年9月28日  | ISBN 978-4-09-142530-0 | 不適用                 | 2018年11月22日 | ISBN 978-986-356-656-4 | 2020年10月21日 | ISBN 978-988-8504-16-9 |
| 14   | 2017年11月28日 | ISBN 978-4-09-142637-6 | 不適用                 | 2019年2月20日  | ISBN 978-986-356-791-2 |                |                        |
| 15   | 2018年5月28日  | ISBN 978-4-09-142710-6 | 不適用                 | 2019年5月22日  | ISBN 978-986-356-925-1 |                |                        |
| 16   | 2019年7月26日  | ISBN 978-4-09-143046-5 | 不適用                 | 2020年4月20日  | ISBN 978-986-512-311-6 |                |                        |
| 17   | 2019年10月28日 | ISBN 978-4-09-143109-7 | 不適用                 | 2020年9月3日   | ISBN 978-986-512-445-8 |                |                        |
| 18   | 2020年7月28日  | ISBN 978-4-09-143209-4 | 不適用                 |                |                        |                |                        |

- 小西紀行《電影版妖怪手錶 飛天巨鯨與兩個世界的大冒險喵！》（映画妖怪ウォッチ空飛ぶクジラとダブル世界の大冒険だニャン！）

| 卷數 | 小學館         | 小學館                 | 玉皇朝         | 玉皇朝                 |
| 卷數 | 發售日期       | ISBN                   | 發售日期       | ISBN                   |
| ---- | -------------- | ---------------------- | -------------- | ---------------------- |
| 1    | 2016年12月17日 | ISBN 978-4-09-142266-8 | 2017年12月23日 | ISBN 978-988-8436-53-8 |

- 森智夏子（日语：もりちかこ）《妖怪手錶〜心跳緊張☆喵不可言的日子〜》

| 卷數 | 小學館         | 小學館                 | 正文社        | 正文社                 | 東立出版社    | 東立出版社             |
| 卷數 | 發售日期       | ISBN                   | 發售日期      | ISBN                   | 發售日期      | ISBN                   |
| ---- | -------------- | ---------------------- | ------------- | ---------------------- | ------------- | ---------------------- |
| 1    | 2014年10月25日 | ISBN 978-4-09-136714-3 | 2016年8月24日 | ISBN 978-988-8297-55-9 | 2016年1月25日 | ISBN 978-986-462-910-7 |
| 2    | 2015年10月30日 | ISBN 978-4-09-137888-0 | 2017年2月21日 | ISBN 978-988-8297-84-9 | 2017年3月1日  | ISBN 978-986-470-677-8 |
| 3    | 2016年7月22日  | ISBN 978-4-09-138609-0 | 2018年8月13日 | ISBN 978-988-8503-12-4 | 2017年5月25日 | ISBN 978-986-470-696-9 |

### 特殊用語
妖怪手錶
可以看见妖怪的不可思议的手表，人类可以用这个看见本来看不见的妖怪们。
妖怪手錶
一開始的妖怪手錶。
妖怪手錶 零式
用全新材料做出的全新妖怪手表，可以看见怪魔族的妖怪们。
妖怪手錶女孩版
文花專用的妖怪手錶，跟妖怪手錶一樣同時可以看见本来看不见的妖怪们。
妖怪手錶試作U型
美國的妖怪手錶，可以进行更新，召唤更多的妖怪，且可以使用所有妖怪徽章。
妖怪手錶U1/U2/U3/U4/U5
妖怪手錶試作U型的進化版本，U1為白色，天野景太使用，U2為黃色，未空稻穗使用，剩下還有U3綠色，U4紫色和U5粉紅色。
妖怪手錶Dream
最新的妖怪手錶，使用輪盤方式召喚，對應所有妖怪徽章。
妖怪徽章
和妖怪们成为朋友或战斗后得到的硬币样的东西，上面记录着妖怪的样子，可以把其插进妖怪手表里召唤朋友妖怪。
妖怪徽章
边框是银色的，中间是妖怪的照片，对应妖怪手表。
零式徽章
新的妖怪徽章，边框是透明的嫩绿色，中间是妖怪的照片，对应妖怪手表零式。
古典徽章
边框是紅色，中间是妖怪的照片，对应妖怪手表零式。
美利堅徽章
美国的妖怪徽章，边框是透明的红色，妖怪的照片有漫画的风格，对应妖怪手表U型。
剋星徽章(香港動畫還未出現)
妖怪战队专用的妖怪徽章，边框是透明的黑色，妖怪的照片是战斗时的照片，并注明了妖怪在战队中的分工，对应妖怪手表U。
U型徽章
邊框是透明的綠色，中間是妖怪的照片，對應妖怪手錶u型、妖怪手錶Dream。
妖怪徽章Dream
邊框顏色依據種族而有所不同，中間是妖怪的照片，對應妖怪手錶Dream 。
武將徽章
邊框是透明的藍色，中間是妖怪的照片，是《妖怪三國志》的徽章。
音樂徽章
邊框是透明的灰色，中間是樂隊的照片，對應妖怪手錶u型。
傳説徽章/偉人傳奇妖怪徽章
邊框都是透明的金黃色，中間都是妖怪的照片，偉人傳奇妖怪徽章的妖怪名字上面有一粒⭐️，傳説徽章沒有。依照那妖怪，對應妖怪手錶/妖怪手錶零式/妖怪手錶U型。
地縛靈
因為發生意外，無法離開自己往生之地的妖怪。
吉胖喵就屬此類妖怪。
妖怪Pad
威斯帕和USA蹦專用，是用來查尋妖怪的資料，有如平板一樣能安裝各種應用程式，也需要充電。
妖怪大辭典
威斯帕交给景太收集妖怪徽章用的辞书。类似词典但其实是类似于集卡册一样的东西。
妖怪扭蛋機
从前被僧侣封印的妖怪都在妖怪扭蛋机裏，不管是否真的坏都被封印。可以用特定的扭蛋币扭出，扭出后会成为朋友。
二丁目紅綠燈會
在櫻花新城中，二丁目的十字路口是車禍最多的十字路口，因此被撞死的地縛靈多到能成立一個交流會，故它們成立了此會。
妖怪不詳事件
是妖怪做出來，但人類無法解釋的事件。
鬼時間
鬼时间是在被告知不能出门时出了门后，就会开始，由于恶鬼十分强大，人类如果碰见只能逃跑。
Dream link
能與妖怪妖怪手錶Dream連結的周邊。
妖怪衝擊槍
將妖怪手錶Dream的本體拆下，並裝在妖怪衝擊槍召喚妖怪，可以使用妖怪的能力，而能力強弱分為「HIGH」與「LOW」。
閻魔之劍
將妖怪手錶Dream的本體拆下，並裝在閻魔之劍之上，可斬除妖怪，對人體無害。也能搭配閻魔手帳（エンマ大王の妖怪エンマ帳）使用。似乎是閻魔大王家族的寶物。（電影版中的設定）
妖怪火箭筒
將妖怪手錶Dream的本體拆下，並裝在妖怪火箭筒之上召喚妖怪，可以將此妖怪的能力暫時轉至其他妖怪。

### 妖怪種族
一種能夠引發不可思議的現象的不可思議的存在。
可分為：普通妖怪、美利堅妖怪、古典妖怪、七福神妖怪、偉人傳奇妖怪、美利堅傳奇妖怪、神秘傳奇妖怪、いでよ傳奇妖怪、普通傳奇妖怪。
動畫中大部分妖怪都有語言能力，少部分妖怪（例如八卦婆）講話時只會發出特定的詞彙，似乎只要是妖怪都能聽懂他們的話，但不知為何USA跳跳兔卻聽不懂這些妖怪的話。
- 美啦美啦獅講話時只會發出特定的詞彙，但沒有頭上的火時，有語言能力

而大部份的妖怪主要分成了8個不同種族。
- 英勇族：最擅長物理攻撃，是些勇猛熱血的妖怪。
- 不思議族：最擅长妖术，是些有能力的妖怪。
- 豪傑族：最擅长防御，是些如铜墙铁壁般的妖怪。
- 可愛族：速度最快，是些令人憐愛的妖怪。
- 暖暖族：最擅长回复，是些和藹可親的妖怪。
- 陰沉族：最擅长降低对方能力，是些很陰森的妖怪。
- 噁心族：最擅长附身，是些令人毛骨悚然的妖怪。
- 滑嘟嘟族：最不容易被附身，是些伸缩自如的妖怪。

美利堅妖怪
也是妖怪一種，不過他們是美國的妖怪。
古典妖怪
古典妖怪是在几百年前就存在，据说十分强大的妖怪，现代很难碰到，貌似已经隐退。
偉人傳奇妖怪
也是傳奇妖怪一種，不過他們是一些已故而變成妖怪的偉人。
- 英勇族：哥倫布
- 不思議族：愛迪生
- 可愛族：地縛喵劉備
- 可愛族：哥瑪先生孫策

傳奇妖怪
传奇妖怪共有8只，每个种族各有一只，是十分强大而又神秘的妖怪，收集了特定的徽章，武士喵和靚仔犬就會出現。
- 英勇族：武士喵
- 不思議族修羅哥瑪(香港動畫未出現)
- 豪傑族：山吹鬼(香港動畫未出現)
- 可愛族：劇透舞者
- 暖暖族：花開爺爺
- 陰沉族：博學魔
- 噁心族：靚仔犬
- 滑嘟嘟族：七嘴八蛇(香港動畫未出現)

怪魔族  (怪魔族)
是一些屬於怪魔,或被怪魔化的妖怪。
例如有上級怪魔(厄怪.破怪.難怪.豪怪.不怪),與三種怪魔(意圖不軌怪魔.徬徨徘徊怪魔.火光搖曳怪魔),還有被怪魔化的妖怪(多為古典妖怪)。
七福神妖怪
也是妖怪一種，創意來自日本宗教的七福神。
- 英勇族：毘沙門天
- 不思議族：布袋尊
- 豪傑族：大黑天
- 可愛族：弁財天
- 暖暖族：福祿壽
- 陰沉族：壽老人
- 滑嘟嘟族：惠比壽

艾瑪族
艾瑪族的成員都是閻魔大王的變種。
羽衣族
成員為一些特殊的機器人妖怪
美利堅傳奇妖怪
也是傳奇妖怪一種，不過他們是美國的傳奇妖怪。
- 英勇族：最後武士喵
- 不思議族：閃釀釀石獅

神秘傳奇妖怪
也是傳奇妖怪一種。
- 英勇族：シヴァラク
- 不思議族：マジンカーメン
- 可愛族：潘朵拉

版本限定傳奇妖怪
也是傳奇妖怪一種。
- 英勇族：阿修羅
- 可愛族：乙姬
- 滑嘟嘟族：難陀龍王

| 顏色 | 種族     | 日名         | 英名             | 備註及表示符號                              | 範例         |
| ---- | -------- | ------------ | ---------------- | ------------------------------------------- | ------------ |
|      | 英勇族   | イサマシ族   | Brave Tribe      | 兩個角，中間一個圓圈。                      | 熱血獅       |
|      | 不思議族 | フシギ族     | Mysterious Tribe | 像9字形的說話方塊。                         | 忘記帽       |
|      | 豪傑族   | ゴーケツ族   | Tough Tribe      | 四個直條，其中右邊的直條下有一橫,似拳頭狀。 | 不行牆       |
|      | 可愛族   | プリチー族   | Charming Tribe   | 中間一個扭曲的愛心。                        | 吉胖喵       |
|      | 暖暖族   | ポカポカ族   | Heartful Tribe   | 一朵花在中間。                              | 空腹爺爺     |
|      | 薄影族   | ウスラカゲ族 | Shady Tribe      | 一個詭異的笑容。                            | 悲觀蚊       |
|      | 噁心族   | ブキミー族   | Eerie Tribe      | 一個眼睛。                                  | 陰沉怪       |
|      | 蛇形族   | ニョロロン族 | Slippery Tribe   | 一條彎曲的蛇。                              | 小土龍       |
|      | 怪魔族   | カーイマ族   | Wicked Tribe     | 為一個圓圈被長尾巴的月亮包圍。              | 意圖不軌怪魔 |
|      | 艾瑪族   | エンマ族     | unknown          | 一個紅色的"王"字                            | 閻魔大王     |
|      | 羽衣族   | ハグレ族     | unknown          | 令人不寒而慄的哭臉                          | 機器人山田   |
|      | Boss妖怪 | ボス         | unknown          | 符號貌似幽靈                                | 巫婆姥姥     |

### 地點描述
櫻花新城
游戏中的初始城镇，也是主角天野 景太所居住的地方。
惡魔世界/妖怪世界

毛馬本村
景太的奶奶所居住的地方
Nagisaki

Sawayama城堡（戰國時期）

## 工作人員
これまでLEVEL-5作品『閃電十一人』シリーズ、『紙箱戰機』シリーズでゲーム内アニメーションを手がけてきたOLM製作。
- アニメーションエグゼクティブプロデューサー - 奥野敏聡
- 監督・絵コンテ - 後信治
- 演出 - 駒谷健一郎、矢野孝典（2）、松山容子（2）
- キャラクターデザイン - 一石小百合（1）
- 総作画監督 - 武内啓（2）
- 作画監督 - 酒向大輔・中野悟史（1）→長森佳容（2）
- 作画監督協力 - 武内啓（1）
- 動画検査 - 鈴木三音子（1）→一条望・池牟禮明子（2）
- 色彩設計 - 角野江美
- 色指定・仕上検査 - 角野江美、サイトウチヅエ（2）
- 特殊効果 - 太田憲之
- 美術監督 - 小濱俊裕
- 美術設定 - 青木薫
- 美術 - 美峰
- 撮影監修 - 柚木脇達己
- 撮影監督 - 山道奈保美
- CGI - OLM Digital
- CGIプロデューサー - 小林雅士
- CGIディレクター - 森泉仁智（1）→三上康博（2）
- 編集 - 三浦亜矢子
- 編集助手 - 賽蔵旬也（1）
- 制作協力（1）→アニメーション制作協力（2） - Wish（1）→HORNETS（2）
- 制作進行 - 石崎克誉、阿部勇（2）、八田正宣（2）
- 制作デスク - 河北学
- 制作担当 - 井上たかし
- 動畫製作 - OLM TEAM INOUE

## 其他媒體組合

### 玩具

#### Dream Link系列玩具
DX妖怪ブラスター / DX妖怪ブラスター コンプリートセット
DXエンマブレード / DXエンマブレード コンプリートセット
DX妖怪バズーカ
DX覚醒エンマ魔笛（ブレス）

## 合作

### 遊戲合作
- Final Fantasy
- 週刊少年Sunday
- 閃電十一人
- 鬼太郎
- 快樂龍
- 七大罪
- 二之國
- 怪物彈珠
- 龍族拼圖

## 相關事件

### 網友惡搞
妖怪手錶也被不少網友拿來惡搞剪輯，比較著名的作品像 麥可傑克森跳妖怪手錶（页面存档备份，存于）、印度人跳妖怪手錶 （页面存档备份，存于），而NICONICO動畫和Youtube等網站也充斥著大類惡搞類型的音MAD影片。

## 相關產品
- OSK ポケモン 妖怪ウォッチ 直飲み水筒 2014年4月8日
- OSK 妖怪ウォッチ 直飲み水筒 イエロー 2015年版 2015年4月7日
- OSK 妖怪ウォッチ 直飲み水筒 2015年8月5日

## 外部連結
- （日語）妖怪手錶 系列（页面存档备份，存于）
  - （日語）妖怪手錶（页面存档备份，存于）
  - （日語）妖怪手錶2 元祖／本家（页面存档备份，存于）
- （日語）妖怪手錶 妖怪世界（页面存档备份，存于）
- （日語）東京電視台 妖怪手錶（页面存档备份，存于）
- （日語）妖怪手錶 BANDAI公式網站（页面存档备份，存于）
- （日語）妖怪手錶（页面存档备份，存于）
- （日語）妖怪手錶 妖怪神社
- （繁體中文）妖怪手錶 妖怪徽章園地 香港版
- （繁體中文）妖怪手錶 TVB官方網站（页面存档备份，存于）
- （繁體中文）妖怪手錶 妖怪徽章園地 台灣版
- （繁體中文）妖怪手錶（页面存档备份，存于） - Line TV
- 互联网电影数据库（IMDb）上《妖怪手錶系列》的资料（英文）